# Hatthaporn Suwan
Hatthaporn Suwan (en tailandés: หัตฐพร สุวรรณ; provincia de Lamphun, Tailandia, 23 de febrero de 1984) es un exfutbolista de Tailandia que jugaba en la posición de centrocampista.

## Carrera

### Club
| Periodo   | Club              | Apariciones | Goles |
| --------- | ----------------- | ----------- | ----- |
| 2004–2006 | Tobacco Monopoly  | 47          | 3     |
| 2007      | PEA FC            | 29          | 1     |
| 2008      | Pattaya United    | 22          | 0     |
| 2009      | Muangthong United | 9           | 1     |
| 2010      | BEC Tero Sasana   | 16          | 0     |
| 2010–2013 | Esan United       | 5           | 0     |

### Selección nacional
Jugó para Tailandia en seis ocasiones de 2007 a 2008, participó en la Copa Asiática 2007 y en los Juegos Asiáticos de 2006.

## Logros
- Liga de Tailandia (2): 2004-05, 2009